# Jules Grévy

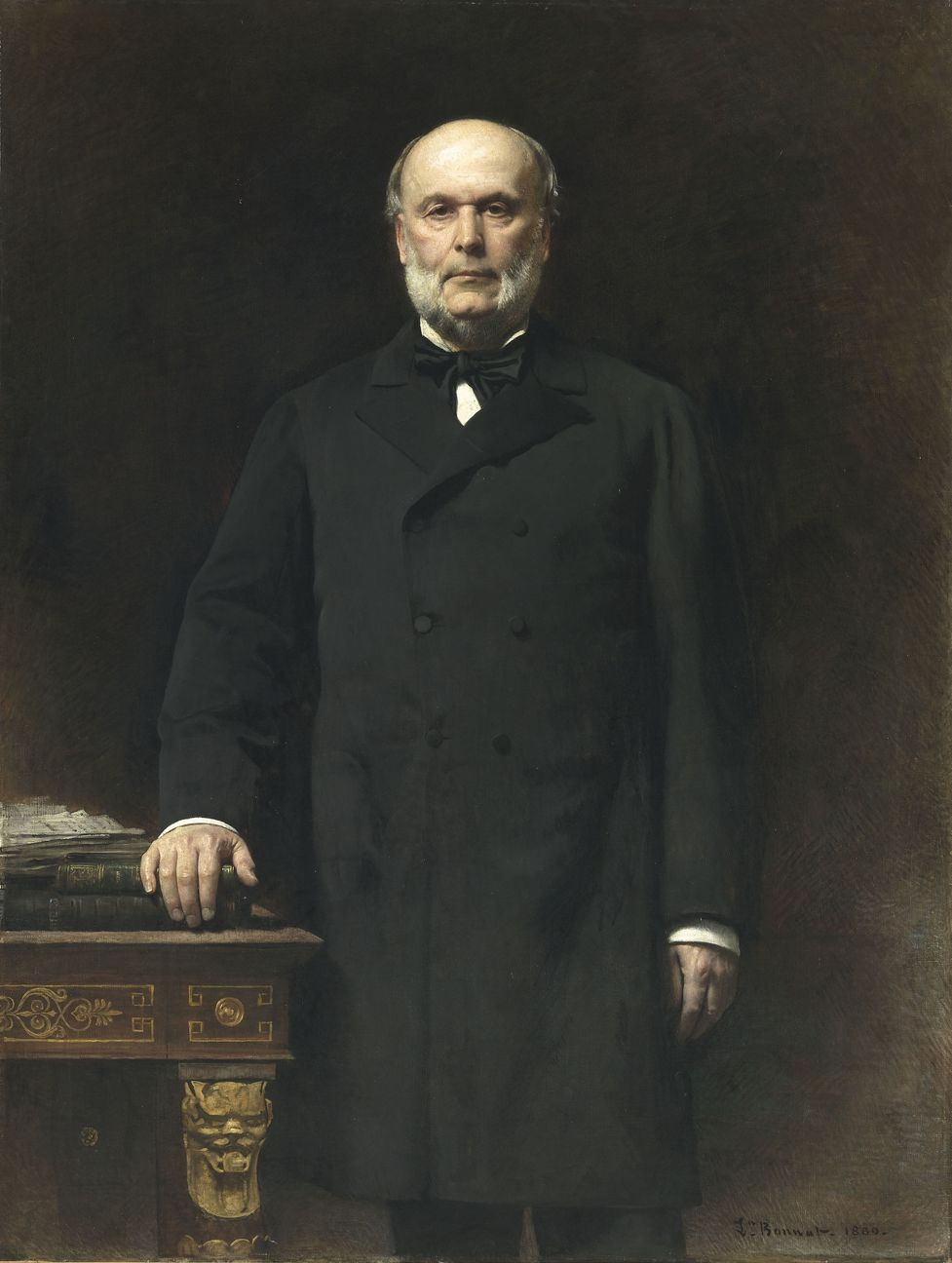
Jules Grévy, geschilderd door Léon Bonnat

François Judith Paul Jules Grévy (Mont-sous-Vaudrey, 15 augustus 1813 – aldaar, 9 september 1891), was van 1879 tot 1887 de derde president van de Derde Franse Republiek. Hij was een Frans republikeins politicus. Hij was lid van de Constituerende Vergadering in 1848, en tevens voorzitter van de Kamer (1871-79). Hij werd president in 1879 en moest aftreden in 1887, omdat zijn tweede termijn ook afgelopen was.

## Biografie
Grévy werd geboren in Mont-sous-Vaudrey in het Jura-gebergte. Hij volgde middelbaar onderwijs in het Collège de l'Arc in Dole (Jura).
Hij werd advocaat in 1837 en, trouw blijvend aan zijn republikeinse principes onder de Julimonarchie, werd hij verkozen in de Constituerende Vergadering van 1848. Hij voorzag dat Louis Bonaparte (de latere Napoleon III) verkozen zou worden tot president door het volk. Hiervoor stelde hij voor om de macht te leggen bij de voorzitter van de Constituerende Vergadering. Deze voorzitter zou dan verkozen worden en afgezet kunnen worden door deze Vergadering. In andere woorden, hij wilde de presidentiële functie onder controle van de Constituerende Vergadering houden. Na de coup van Napoleon III werd Grévy door zijn voorstel beschouwd als een wijs man die goed personen en situaties kon inschatten. Bij zijn terugkeer in het openbare leven in 1868 nam hij een prominente plaats in in de republikeinse partij.
Na de val van het Tweede Franse Keizerrijk van Napoleon III werd Grévy verkozen tot voorzitter van de Constituerende Vergadering op 16 februari 1871 en behield deze positie tot 2 april 1876. Toen moest hij namelijk aftreden door de rechtse oppositie, die hem beschuldigde omdat hij een van hun leden tot de orde had geroepen in de parlementaire sessie van de voorgaande dag. Op 8 maart 1876 werd hij verkozen tot voorzitter van de kamer van volksvertegenwoordigers. Dit was een positie die hij zo efficiënt invulde dat hij na het aftreden van Patrice de Mac Mahon overstapte naar het presidentschap van de republiek op 30 januari 1879. Hij werd verkozen zonder oppositie van de republikeinse partijen.
Stil, slim en met aandacht voor de belangen van het volk en zichzelf, maar zonder enige voorkeur daarvoor, zou dit hem een onbevlekte reputatie hebben opgeleverd. Helaas nam hij een tweede termijn aan op 18 december 1885. Kort daarna kwam een schandaal aan het licht waarin zijn schoonzoon Daniel Wilson betrokken was. Deze zou een rol hebben gehad in het toekennen van het Franse Legioen van Eer aan bepaalde personen. Grévy werd niet beschuldigd van persoonlijke betrokkenheid in dit schandaal, maar weigerde koppig te beseffen dat hij indirect verantwoordelijk was voor het gebruik dat de familie kon maken van het Elysée. Kort hierna moest hij aftreden, op 2 december 1887. Hij stierf vier jaar later op 78-jarige leeftijd in zijn geboorteplaats. Zijn succes en falen zijn beide te danken aan zijn typerende gedrag van de gedreven, redelijke en patriottische, maar vaak enggeestige en egoïstische bourgeois.

## Trivia
Genoemd naar Jules Grévy is de Grévyzebra. Een exemplaar van dit Oost-Afrikaanse dier werd door de latere keizer Menelik II in 1882 als geschenk gestuurd aan de president.
Lodewijk Napoleon Bonaparte · Louis Jules Trochu · Adolphe Thiers · Patrice de Mac Mahon · Jules Grévy · Marie François Sadi Carnot · Jean Casimir-Perier · Félix Faure · Émile Loubet · Armand Fallières · Raymond Poincaré · Paul Deschanel · Alexandre Millerand · Gaston Doumergue · Paul Doumer · Albert Lebrun · Vincent Auriol · René Coty · Charles de Gaulle · Georges Pompidou · Valéry Giscard d'Estaing · François Mitterrand · Jacques Chirac · Nicolas Sarkozy · François Hollande · Emmanuel Macron
- Bibliothèque nationale de France: cb122141216 (data)
- Gemeinsame Normdatei: 119064693
- International Standard Name Identifier: 0000 0001 2138 7652
- Library of Congress Control Number: n81022649
- Base Léonore: C/0/5
- Nationale Bibliotheek van Tsjechië: jo20181005056
- Nationale Bibliotheek van Israël: 987007456344205171
- Nationale Bibliotheek van Polen: a0000002841260
- Système universitaire de documentation: 03079871X
- Virtual International Authority File: 71440161
- WorldCat: E39PBJhGXXXv3RQBf9RRcCPvpP